# Hawaii Bowl 2024
Match précédent Match suivant
Le Hawaii Bowl 2024 est un match de football américain de niveau universitaire joué après la saison régulière de 2024, le 24 décembre 2024 au T. C. Ching Athletics Complex (en) situé à Honolulu dans l'État de Hawaï aux États-Unis. 
Il s'agit de la 21e édition du Hawaii Bowl.
Le match met en présence l'équipe des Bulls de South Florida issue de l'American Athletic Conference (AAC) et l'équipe des Spartans de San Jose State issue de la Mountain West Conference (MW).
Il débute vers 15 heures locales et est retransmis à la télévision par ESPN.
Les Bulls remportent le match sur le score de 41 à 39 après cinq prolongations ce qui constitue le record de prolongations jouées lors d'un bowl de la NCAA Division I FBS,.

## Présentation du match
Il s'agit de la 2e rencontre entre les deux équipes :
| Saison | Date         | Vainqueur     | Score   | Compétition                               |
| ------ | ------------ | ------------- | ------- | ----------------------------------------- |
| 2017   | 26 août 2017 | South Florida | 42 - 22 | Match de saison régulière joué à San José |

| Équipes | Logos | Couleurs | Conférences | Entraîneurs                       | Stats. saison rég. | Classements avant le bowl | Classements avant le bowl | Classements avant le bowl |
| --- | ----- | -------- | ----------- | --------------------------------- | ------------------ | ------------------------- | ------------------------- | ------------------------- |
| Équipes | Logos | Couleurs | Conférences | Entraîneurs                       | Stats. saison rég. | CFP                       | AP                        | Coaches                   |
| Bulls de South Florida                                                                                        |       |          | AAC         | Alex Golesh (en) (2e saison)      | 6-6                | NC                        | NC                        | NC                        |
| Spartans de San Jose State                                                                                    |       |          | MW          | Ken Niumatalolo (en) (1re saison) | 7-5                | NC                        | NC                        | NC                        |
| - Arbitre : Timothy Barker (Sun Belt) - Équipe donnée favorite par les bookmakers : South Florida par 1 point |       |          |             |                                   |                    |                           |                           |                           |

### Bulls de South Florida
Les Bulls commence leur saison par une victoire contre Bethune–Cookman mais sont battus la semaine suivante par #18 Alabama. Vers la mi-saison ils comptent trois défaites consécutives mais se reprennent en fin de saison et deviennent éligible  le 23 novembre pour un bowl après leur victoire à domicile contre Tulsa, 63 à 30. Ils clôturent leur saison régulière par une défaite contre Rice.
Avec un bilan global en saison régulière de 6 victoires et 6 défaites (4-4 en matchs de conférence), South Florida est éligible et accepte l'invitation pour participer au Hawaii Bowl 2024.
Ils terminent la saison régulière classés 6e de l'American Athletic Conference.
À l'issue de la saison 2024 (bowl non compris), ils n'apparaissent pas dans les classements CFP, AP et Coaches.
Il s'agit de leur première participation à l'Hawaii Bowl et le 11e bowl de leur histoire (bilan de 6 victoires et 4 défaites).

### Spartans de San Jose State
Les Spartans commencent leur saison par trois victoires consécutives avant de perdre contre Washington State en deuxième prolongation. Ils alternent ensuite victoires et défaites ava,t de devenir éligible pour un bowl à la suite de leur victoire 24 à 13 le 9 novembre contre Oregon State, 24–1. Ils terminent leur saison régulière avec une victoire 34 à 31 contre Stanford, totalisant ainsi 7 victoires pour 5 défaites (3-4 en matchs de conférence). 
Ils terminent la saison régulière classés 5e de la MW.
À l'issue de la saison 2024 (bowl non compris), ils n'apparaissent pas dans les classements CFP, AP et Coaches.
Il s'agit de leur 2e participation au Hawaii Bowl et le 14e bowl de leur histoire :
| Saisons | Dates            | Vainqueurs       | Scores  | Finalistes     | Bilan   |
| ------- | ---------------- | ---------------- | ------- | -------------- | ------- |
| 2023    | 23 décembre 2023 | Coastal Carolina | 24 - 14 | San Jose State | V : 1-0 |